# Войводино
Войводино (болг. Войводино) — село в Болгарии. Находится в Варненской области, входит в общину Вылчи-Дол. Население составляет 283 человека.

## Политическая ситуация
В местном кметстве Войводино, в состав которого входит Войводино, должность кмета (старосты) исполняет Сафия Ибрямова Хайриева (Движение за права и свободы (ДПС)) по результатам выборов.
Кмет (мэр) общины Вылчи-Дол — Веселин Янчев Василев (независимый) по результатам выборов.